# TVQ
TVQ, acronimo di Televisione di Qualità, è stato un canale televisivo italiano privato operante in tutto l'Abruzzo, con sede a Pescara. In passato ha aderito ai circuiti Euro TV, Italia 7 e Europa 7.

## Storia
L'emittente venne fondata nel 1977 come continuazione della televisione locale Teleadriatica, dopo essere stata rilevata dall'imprenditore Gianni Del Piano, che ne affidò la direzione al giornalista, attore e conduttore Elia Jezzi.
Durante gli anni con Jezzi alla direzione nel palinsesto erano presenti programmi di intrattenimento come Roba da matti, Te lo dico io, Poker d'assi, Lotta di classe e Quelli della botte, un programma che si svolgeva in una finta cantina e che faceva il verso a Quelli della notte di Renzo Arbore. TVQ trasmetteva anche cartoni animati come Jeeg robot d'acciaio, Candy Candy e La piccola casa nella prateria.
Per quanto riguarda lo sport venivano trasmesse le partite del Pescara, che in quegli anni militava in Serie A; altri programmi di intrattenimento, che venivano autoprodotti, erano Pescara cento anni, Tiro incrociato, Divieto di siesta, La nostra domenica, Incontriamoci al bar e Sabato insieme, che spesso parlavano delle tradizioni regionali abruzzesi. Nel corso degli anni intervennero nei programmi di Tvq ospiti come Ugo Tognazzi, Carlo Verdone, Ferruccio Amendola, Carmelo Bene, Michele Placido, Jenny Tamburi, Maurizio Merli e Michele Cascella. La storica televisione abruzzese fu poi rilevata da Elia Jezzi, che ne rimase al vertice fino al 1996, quando questa fu ceduta all'editore Orlando Monti.
Nella prima metà degli anni Ottanta TVQ fece parte del circuito nazionale Euro TV, mentre dalla seconda metà fino alla fine degli anni Duemila fu affiliata a Italia 7, divenuta Europa 7 nel 1996. In quegli anni, grazie a questa syndication, il palinsesto di TVQ si arricchì di serie animate, telefilm, spettacoli d'intrattenimento e film.
Con la transizione al digitale terrestre nel 2012 TVQ attivò nel proprio multiplex alcuni servizi interattivi e un canale digitale interamente dedicato al T-Learning e al progetto "DTT-Learning" della Regione Abruzzo.
Dal termine della collaborazione con Europa 7, che in Abruzzo passò ad Atv7, il palinsesto di TVQ comprende televendite, il telegiornale regionale TVQuotidiano, programmi di attualità e di intrattenimento, rubriche di approfondimento e trasmissioni sportive. Gran parte delle autoproduzioni sono realizzate dalla struttura Genio TV, il cui logo raffigura Albert Einstein. TVQ propone anche alcuni programmi di Rete TV Italia, un progetto a metà strada tra la televisione ed internet, il cui direttore editoriale è Donato Pelusi.
Il TVQuotidiano è il programma più longevo del canale ed è noto anche come TgQ. Nel logo di TVQ la lettera "Q" è scritta in maniera da somigliare al numero "9".
Nel 2020 TVQ passa alla famiglia di imprenditori Baronio cambiando il nome in E' Tv-TVQ. Dall'Aprile 2022 non viene più trasmessa, perdendo i bandi del nuovo digitale terrestre per Abruzzo e Molise.